# Unir la Gauche
Unir la Gauche (en italien, Unire la Sinistra) était un parti politique italien de type communiste, né d'une scission du Parti des communistes italiens, le 8 février 2009. Son secrétaire est Luca Robotti, son président est Umberto Guidoni, député européen, avec comme figure importante Katia Bellillo, un ancien ministre.
Il a fait partie de la coalition électorale Gauche et Liberté à sa fondation, puis s'est dissous en son sein quand elle s'est transformé en parti fin 2010.